# 시분할 선택 기능
시분할 선택 기능(Time Sharing Option, TSO), 시분할 기능, 시분할 옵션은 OS/360 MVT, OS/VS2 (SVS), MVS, OS/390, z/OS를 포함하는 IBM 메인프레임 운영 체제용으로 개발된 상호작용이 가능한 시분할 환경이다.

## 이용
시분할을 이용하면 많은 사람들이 동시에 운영 체제에 접근할 수 있게 할 수 있으면서도 그 사람들은 다른 사람들이 그 운영 체제에 접근하는지에 대해서는 알 수 없다. 개별 TSO 사용자가 마치 그 시스템의 유일한 사용자인 것처럼 보이게 한다.
TSO는 메인프레임 시스템 관리자와 프로그래머들이 가장 흔히 사용하며 다음을 제공한다:
- 문서 편집기
- 완료 통보를 포함한 배치 잡 지원
- 시스템/360 및 이후 IBM 메인프레임에 쓰이는 일부 프로그래밍 언어를 위한 디버거
- 다른 제조업체의 최종 사용자 응용 프로그램 지원 (예: IMS, DB2 데이터베이스 조회)

TSO는 라인별 모드나 전체 화면의 메뉴 구동 모드로 사용자와 상호 작용한다. 라인별 모드에서 사용자는 자판으로 이들을 입력하여 명령어들을 실행한다. 다시 말해, 시스템은 그 명령어들을 해석하고 터미널 화면에 응답을 출력한다. 하지만 대부분의 메인프레임 상호작용은 실제로는 ISPF를 통해 일어나며 맞춤식 메뉴 구동 상호작용을 가능하게 한다. 이들의 결합을 TSO/ISPF로 부른다. 또, TSO는 ISPF가 있든 없든 간에 유닉스 시스템 서비스 명령 셸을 통해 OS/390, z/OS에서 유닉스 스타일의 환경을 제공하기도 한다.

## 역사
1971년에 처음 도입되었을 때 IBM은 시분할을 표준 일괄 처리와 비교하여 "선택적인 기능"으로 내다보았다. 그래서 TSO는 OS/360 MVT를 위한 선택 기능이다. MVS가 1974년 도입되면서 IBM은 이 기능을 자사의 최상위 메인프레임 운영 체제의 표준 구성 요소로 만들었다. TSO/E(Time Sharing Option/Extensions)는 본래의 TSO 확장들의 집합이다. TSO/E는 z/OS의 기본 요소이다. z/OS 이전에 TSO 확장(TSO/E)은 OS/390의 한 요소였으며 MVS와 MVS/ESA 시스템 제품들을 위해 라이선스되는 프로그램이었다. z/OS 설치 시 일반적으로 TSO와 TSO/E 기능이 둘 다 설치되지만 TSO와 TSO/E를 TSO로 부르는 것이 일반적이다.

## 일괄 처리에서의 이용
TSO는 상호작용과는 반대로 일괄 처리에서 돌리는 것이 일반적이다. 모든 TSO 라인 모드 상호작용 명령어들은 IKJEFT01, IKJEFT1A나 IKJEFT1B 프로그램 중 하나를 수행 후 SYSTSIN DD에 의해 지시되는 파일에서 줄 명령을 넣어줌으로써 작업 제어 언어(JCL)를 통해 실행할 수 있다. 이 세 프로그램의 주된 차이는 실행되는 명령어들의 반환 코드 처리이다.
TSO의 일괄 실행은 IBM 메인프레임의 응용 프로그램이 DB2 자원에 접근할 수 있게 하는 유일한 방법이다.

## 같이 보기
- 미시간 터미널 시스템

## 참고 문헌
- Lowe, Doug (1991). 《MVS TSO, Part 1: Concepts and ISPF》 Seco판. Mike Murach & Associates, Inc.
- Lowe, Doug (1991). 《MVS TSO, Part 2: Commands And Procedures》 Seco판. Mike Murach & Associates, Inc.